# Satyrium watarii
Satyrium watarii is een vlinder uit de familie van de Lycaenidae. De wetenschappelijke naam van de soort werd als Thecla eximia watarii in 1927 gepubliceerd door Matsumura.